# Listă de filme italiene din 1913
Aceasta este o listă de filme italiene din 1913:

## Lista
| Titlu                         | Regizor         | Actori                                                                                               | Gen              | Note |
| ----------------------------- | --------------- | --- | ---------------- | --- |
| A sipario calato              |                 | |                  | |
| The Absent-Minded Lover       |                 | |                  | |
| Gli Accattoni del Sacro Cuore |                 | |                  | |
| Acquazzone in montagna        |                 | |                  | |
| Love Everlasting              | Mario Caserini  | Lyda Borelli, Mario Bonnard                                                                          | Melodrama        | |
| Quo vadis                     | Enrico Guazzoni | Amleto Novelli, Gustavo Serena, Lea Giunchi, Amelia Cattaneo, Bruto Castellani, Augusto Mastripietri | Sword and sandal | Silent Kolossal |
| Gli ultimi giorni di Pompei   | Enrico Vidali   | Luigi Mele, Suzanne De Labroy                                                                        | Sword and sandal | in 1913 there were filmed 3 versions of the film in Italy. The other two were directed by Mario Caserini and Arturo Ambrosio. The most famous and international known is Vidali's version |
| Il bacio di Cirano            | Carmine Gallone | |                  | Gallone's directorial debut |
| Il sire di Vincigliata        | Alfredo Robert  | |                  | |